# Георги Мончев
Георги Василев Мончев е български революционер, деец на Вътрешната македоно-одринска революционна организация.

## Биография
Мончев е роден в 1883 година в Прилеп, тогава в Османската империя. Син е на Васил Мончев и брат на Борис Мончев и Петър Мончев. Баща му се преселва в Солун. В 1902 година завършва със седемнадесетия випуск Солунската българска мъжка гимназия. В гимназията влиза във ВМОРО. По време на Илинденско-Преображенското въстание взима участие в много сражения с османските войски като четник на Георги Сугарев или Дамян Груев. След въстанието е член на Солунския окръжен революционен комитет. В 1906 година при Мацановата афера е принуден да замине за Свободна България.
От 1906 до 1908 година е четник на Александър Китанов и Гоце Междуречки. Участва като делегат на Кюстендилския конгрес на ВМОРО. След Младотурската революция в 1908 година става активист на Съюза на българските конституционни клубове.
В 1911 година е четник в Кукушката чета. В 1912 година е арестуван и осъден на заточение.
При избухването на Балканската война в 1912 година Мончев оглавява партизанска чета № 27 от 10 души четници на Македоно-одринското опълчение, която действа в Кукушко и Солунско. След това служи във Втора рота на Петнадесета щипска дружина, а през Междусъюзническата война - в Сборната партизанска рота на МОО. Ранен е при отбраната на Кукуш на 26 юни 1913 година и след несполучлив опит да се самоубие, попада в безсъзнание в гръцки плен. Умира от раните си в Солун на 25 август (6 септември). Носител е на орден „За храброст“ IV степен.

## Родословие
|  |  |  |  |  |  |  |  |              |              |              |              |              |              |  |  | Васил Мончев (1847 – 1913) |                            |                            |                            |                            |                            |  |  |                             |                             |                             |                             |                             |                             |  |  |                                  |                                  |                                  |                                  |                                  |                                  |
|  |  |  |  |  |  |  |  |              |              |              |              |              |              |  |  |                            |                            |                            |                            |                            |                            |  |  |                             |                             |                             |                             |                             |                             |  |  |                                  |                                  |                                  |                                  |                                  |                                  |
|  |  |  |  |  |  |  |  |              |              |              |              |              |              |  |  |                            |                            |                            |                            |                            |                            |  |  |                             |                             |                             |                             |                             |                             |  |  |                                  |                                  |                                  |                                  |                                  |                                  |
|  |  |  |  |  |  |  |  | Петър Мончев | Петър Мончев | Петър Мончев | Петър Мончев | Петър Мончев | Петър Мончев |  |  | Борис Мончев (1881 – 1942) | Борис Мончев (1881 – 1942) | Борис Мончев (1881 – 1942) | Борис Мончев (1881 – 1942) | Борис Мончев (1881 – 1942) | Борис Мончев (1881 – 1942) |  |  | Георги Мончев (1883 – 1913) | Георги Мончев (1883 – 1913) | Георги Мончев (1883 – 1913) | Георги Мончев (1883 – 1913) | Георги Мончев (1883 – 1913) | Георги Мончев (1883 – 1913) |  |  | Наталия Мончева (около 1883 – ?) | Наталия Мончева (около 1883 – ?) | Наталия Мончева (около 1883 – ?) | Наталия Мончева (около 1883 – ?) | Наталия Мончева (около 1883 – ?) | Наталия Мончева (около 1883 – ?) |